# Octane Render
Octane Render — графический движок реального времени, разработанный компанией Refractive Software LTD, использующий CUDA и работающий на всех графических процессорах nVidia, начиная с 8Х00. Использует трассировку лучей.

## Обзор
Проект был создан в Новой Зеландии. Компанией-разработчиком программного обеспечения является Refractive Software. Компания OTOY взяла проект на развитие, программа в настоящее время в бета-версии. Octane Render — это первый коммерчески доступный визуализатор для работы исключительно на GPU (графический процессор) который работает в режиме реального времени. Это позволяет пользователям изменять материалы, освещение и производить другие настройки «на лету», благодаря тому, что рендеринг производится сразу, как только были внесены изменения. Octane Render работает исключительно на технологии Nvidia CUDA и несовместима с видеокартами других производителей.